# Bluebird Aviation (Kenia)
Bluebird Aviation ist eine kenianische Charterfluggesellschaft mit Sitz in Nairobi und Basis auf dem Flughafen Nairobi Wilson International.

## Geschichte
Bluebird Aviation wurde 1992 in Kenia gegründet. Sie hat ihren Sitz und ihre Basis am Flughafen Nairobi Wilson International und beschäftigt über 80 Mitarbeiter. Vorsitzender der Gesellschaft ist der sich im Ruhestand befindliche Oberst H.A. Farah, der 25 Jahre bei der Kenya Air Force gedient hatte.

## Flugziele
Bluebird Aviation bedient von Nairobi aus mehrere kenianische Ziele sowie Destinationen in verschiedenen afrikanischen Ländern. Darüber hinaus führt sie Charterflüge sowie Einsatzflüge für medizinische Notfälle durch.

## Flotte

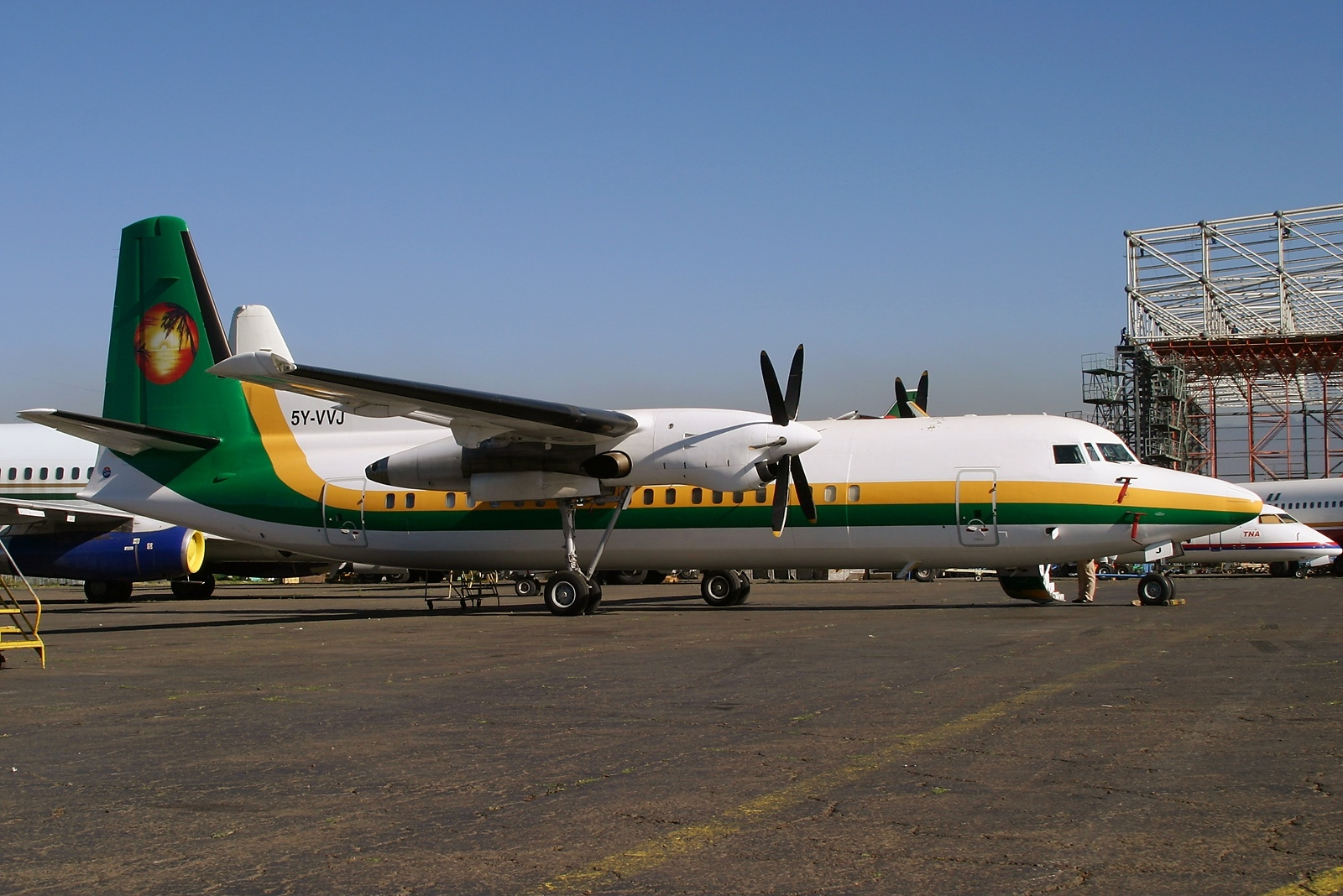
Fokker 50 der Bluebird Aviation im alten Farbschema

Mit Stand März 2023 besteht die Flotte der Bluebird Aviation aus acht Flugzeugen mit einem Durchschnittsalter von 26 Jahren:
| Flugzeugtyp             | aktiv | bestellt | Anmerkungen     | Sitzplätze |
| ----------------------- | ----- | -------- | --------------- | ---------- |
| De Havilland DHC-8-100  | 03    |          |                 | 37         |
| De Havilland DHC-8-400  | 01    |          |                 | 76         |
| De Havilland DHC-8-400F | 03    |          | Frachtflugzeuge | –          |
| Fokker 50               | 01    |          |                 | 50         |
| Gesamt                  | 08    | –        |                 |            |

## Zwischenfälle
- Am 23. Mai 2004 kam es etwa 30 Kilometer südlich von Mwingi (Kenia) zu einem Zusammenstoß in der Luft zwischen zwei Transportflugzeugen des Typs Let L-410 der Bluebird Aviation. Das Flugzeug mit dem Luftfahrzeugkennzeichen 5Y-VVD stürzte nach der Kollision in ein offenes Feld, wobei die aus zwei Piloten bestehende Besatzung ums Leben kam. Die zweite beteiligte Maschine mit dem Luftfahrzeugkennzeichen 5Y-VVA konnte trotz schwerer Beschädigung sicher landen. Beide Maschinen befanden sich auf dem Weg von Nairobi nach Mogadischu. Die abgestürzte Maschine transportierte 55 Säcke Miraa mit einem Gewicht von etwa 1500 kg.[5][6]
- Am 9. November 2009 stürzte ein Transportflugzeug des Typs Beechcraft 1900 beim Landeanflug auf den Flughafen Nairobi Wilson ab. Das Flugzeug mit dem Luftfahrzeugkennzeichen 5Y-VVQ war von Nairobi Wilson gestartet und sollte Miraa nach Mogadischu transportieren. Aufgrund eines während des Fluges aufgetretenen technischen Problems entschloss sich die aus zwei Piloten bestehende Besatzung zum Flughafen Wilson zurückzukehren. Kurz vor der Landung streifte die Maschine die Umzäunung des Flughafengeländes und stürzte ab, wobei ein Pilot ums Leben kam.[7]
- Am 14. Juli 2020 stürzte ein Transportflugzeug des Typs Bombardier Dash 8-Q400 beim Landeanflug auf den Flughafen 	Beledweyne-Ugas Khalif ab. Das Flugzeug mit dem Luftfahrzeugkennzeichen 5Y-VVU kollidierte mit einem Esel, welche auf der Landebahn stand. Daraufhin brach ein Feuer in der Maschine aus, die 3 Besatzungsmitglieder konnten leicht verletzt entkommen.[8]